# Kionophyton
Kionophyton es un género  de orquídeas de hábitos terrestres. Tiene cinco especies originarias de México y se extienden hasta Centroamérica.

## Especies deKionophyton
A continuación se brinda una lista de las especies del género Kionophyton aceptadas hasta mayo de 2011, ordenadas alfabéticamente. Para cada una se indica el nombre binomial seguido del autor, abreviado según las convenciones y usos y la publicación válida.
- Kionophyton pollardianum Szlach., Rutk. & Mytnik, Ann. Bot. Fenn. 41: 474 (2004).
- Kionophyton pyramidalis (Lindl.) Garay, Bot. Mus. Leafl. 28: 330 (1980 publ. 1982).
- Kionophyton riodelayensis (Burns-Bal.) Catling, Lindleyana 4: 186 (1989).
- Kionophyton sawyeri (Standl. & L.O.Williams) Garay, Bot. Mus. Leafl. 28: 330 (1980 publ. 1982).
- Kionophyton seminuda (Schltr.) Garay, Bot. Mus. Leafl. 28: 330 (1980 publ. 1982).